# Ibimirim
Ibimirim é um município localizado no estado de Pernambuco, no Brasil. Possui uma rica história e uma variedade de recursos naturais. O município é composto por dois distritos principais: Ibimirim, que é a sede administrativa, e Moxotó. Além disso, Ibimirim abriga diversos povoados, incluindo Jeritacó, Poço da Cruz, Agrovilas, Campos, Lagoa da Areia e Puiú.
A economia de Ibimirim é diversificada, com destaque para a agricultura, pecuária e comércio. A região é conhecida por sua produção agrícola, com cultivo de diversas culturas como milho, feijão, mandioca e frutas tropicais. Além disso, a pecuária desempenha um papel importante na economia local, com criação de gado bovino e caprino.
Culturalmente, Ibimirim também possui seu próprio folclore e tradições, refletindo a riqueza da cultura nordestina. Festas populares, como o São João e o Carnaval, são celebradas com entusiasmo pela comunidade local.

## Topônimo
Seu nome possui origem tupi: significa "terra pequena" (pela junção de yby, terra e mirim, pequeno).

## História
Ibimirim já pertenceu ao município de Moxotó, bem como ao atual município de Inajá. Era um distrito e seu nome era "Mirim". Em 9 de dezembro de 1938, passou a denominar-se "Ibimirim". Ibimirim recebeu status de município pela lei estadual 4.956 de 20 de dezembro de 1963, com território desmembrado do município de Inajá.

## Geografia
Localiza-se a uma latitude 08º32'26" sul e a uma longitude 37º41'25" oeste, estando a uma altitude de 401 metros. Possui uma área de 1 901,5 km² e está distante 339 km do Recife, capital do estado.
Demografia
De acordo com o último censo levantado em 2022 pelo IBGE, a população Ibimiriense era de 26.593 habitantes. Sendo que a densidade demografica ficou em 14,13 habitantes/km².
Na comparação com outros municípios pernambucanos ficava nas posições 73 e 337 de 185, já na comparação nacional ficava nas posições 1269 e 7719 de 5570.
A mortalidade infantil era de 4,58 óbitos por mil nascidos vivos.

### Clima
Mesorregião: Sertão Pernambucano.
Microrregião: Sertão de Moxotó.
- Tipo de clima: semiárido
- Precipitação pluviométrica: 500 mm
- Temperatura média anual: 25 °C
- Meses chuvosos: janeiro a abril

Segundo dados da estação meteorológica automática do Instituto Nacional de Meteorologia (INMET) no município, em operação desde desde 14 de outubro de 2008, a menor temperatura registrada em Ibimirim foi de 12,5 °C em 11 de agosto de 2020 e a maior atingiu 39,4 °C em 29 de outubro de 2016. A maior rajada de vento chegou a 24,1 m/s (86,8 km/h) em 18 de março de 2010. O índice mais baixo de umidade relativa do ar registrado foi de 10% em várias ocasiões.
| Dados climatológicos para Ibimirim                                                                                                  | Dados climatológicos para Ibimirim | Dados climatológicos para Ibimirim | Dados climatológicos para Ibimirim | Dados climatológicos para Ibimirim | Dados climatológicos para Ibimirim | Dados climatológicos para Ibimirim | Dados climatológicos para Ibimirim | Dados climatológicos para Ibimirim | Dados climatológicos para Ibimirim | Dados climatológicos para Ibimirim | Dados climatológicos para Ibimirim | Dados climatológicos para Ibimirim | Dados climatológicos para Ibimirim |
| Mês | Jan                                | Fev                                | Mar                                | Abr                                | Mai                                | Jun                                | Jul                                | Ago                                | Set                                | Out                                | Nov                                | Dez                                | Ano                                |
| --- | ---------------------------------- | ---------------------------------- | ---------------------------------- | ---------------------------------- | ---------------------------------- | ---------------------------------- | ---------------------------------- | ---------------------------------- | ---------------------------------- | ---------------------------------- | ---------------------------------- | ---------------------------------- | ---------------------------------- |
| Temperatura máxima recorde (°C) | 38,5                               | 38,2                               | 38,7                               | 37,7                               | 36,8                               | 34,1                               | 34,5                               | 37,2                               | 38,5                               | 39,4                               | 39,3                               | 39,3                               | 39,4                               |
| Temperatura máxima média (°C) | 35,1                               | 34,7                               | 34,6                               | 33,5                               | 31,8                               | 29,8                               | 29,5                               | 30,7                               | 33,1                               | 35,2                               | 36,3                               | 36                                 | 33,4                               |
| Temperatura média compensada (°C)                                                                                                   | 27,3                               | 26,8                               | 26,6                               | 25,7                               | 24,8                               | 23,1                               | 22,5                               | 23                                 | 24,7                               | 26,6                               | 28                                 | 27,9                               | 25,6                               |
| Temperatura mínima média (°C) | 20,9                               | 20,9                               | 21                                 | 20,5                               | 19,9                               | 18,3                               | 17,3                               | 16,9                               | 17,6                               | 19                                 | 20,4                               | 21                                 | 19,5                               |
| Temperatura mínima recorde (°C) | 16,7                               | 16                                 | 17,8                               | 16,3                               | 15,6                               | 13,5                               | 12,8                               | 12,5                               | 13,8                               | 16,2                               | 15,9                               | 17,8                               | 12,5                               |
| Precipitação (mm) | 51,7                               | 90,5                               | 123,8                              | 70,4                               | 52,1                               | 28                                 | 18,3                               | 10,9                               | 2,9                                | 10,8                               | 18,4                               | 32,4                               | 510,2                              |
| Dias com precipitação (≥ 1 mm) | 4                                  | 5                                  | 7                                  | 5                                  | 5                                  | 5                                  | 4                                  | 2                                  | 1                                  | 1                                  | 2                                  | 2                                  | 43                                 |
| Fonte: INMET (recordes de temperatura: 14/10/2008-presente) e Atlas Climatológico do Estado de Pernambuco (climatologia: 1991-2020) |                                    |                                    |                                    |                                    |                                    |                                    |                                    |                                    |                                    |                                    |                                    |                                    |                                    |

### Divisão distrital e povoados
- Distritos: sede e Moxotó.
- Povoados: Poço da Cruz, Poço do Boi, Jeritacó, Campos, Lagoa da Areia, Puiú e Agrovilas, III, IV, V e VIII.

### Bairros
A sede do município é formada pelos bairros:
Centro, Lajes, Ângelo Gomes, Padre Cícero, Vila da Caixa, Cohab, Agrovilas I,III,IV,V,VIII, Areia Branca e Boa Vista.

### Hidrografia
O município está situado na bacia do Rio Moxotó.
Ibimirim possui o maior reservatório de água doce do estado, o açude Eng. Francisco Sabóia, popularmente chamado de açude Poço da Cruz.

### Relevo
Está localizado na região das bacias sedimentares. Seu relevo é suave ondulado, com altitude variando entre 350 e 700 metros.

### Vegetação
A vegetação é composta por caatinga hiperxerófila.

## Cultura
A cidade de Ibimirim apresenta uma forte tradição em esculturas de madeira. Por ser uma cidade extremamente religiosa, os detentores dessa arte se dedicam a criar santos de madeira. A fama dos santeiros, como são chamados na cidade, já percorreu o mundo, chegando aos limites do Vaticano, onde existe a presença da arte ibimiriense.
Assim como toda cidade de interior nordestino, Ibimirim possui uma tradição junina também muito forte. Esse é o mês mais esperado do ano pelos moradores da pacata cidade. É quando há 2 semanas de festa dedicada ao padroeiro da cidade, Santo Antônio. Nesse mês, a cidade recebe a visita de todos os seus emigrantes, parentes e amigos, que se reúnem para, talvez, o melhor momento do ano para os moradores; Ibimirim possui também grande fama na criação de bode, a raça de "caprinos moxotó" é originária dessa região, tendo uma deliciosa carne em seus restaurantes, reconhecida por muitos como a melhor carne assada de bode de todo o Brasil. Aos finais de semana, os moradores se reúnem para se divertirem enquanto comem essa deliciosa iguaria.